# Хайнрих XLVIII Ройс-Кьостриц
Хайнрих XLVIII Ройс-Кьостриц (на немски: Heinrich XLVIII Graf Reuss-Köstritz; * 25 януари 1759 в Зондербург на Алсен; † 13 юни 1825 в Кьостриц) от род Ройс („стария клон“) е граф на Ройс-Кьостриц.
Той е най малкият син на граф Хайнрих VI Ройс-Кьостриц (1707 – 1783), на датска и пруска служби, и съпругата му много богатата Хенриетта Йоана Франциска Сузана Казадо и Хугуетан, 4. маркграфиня на Монтелеон (1725 – 1761), дъщеря на Антонио Казадо и Веласцо, 3. маркграф на Монтелеóон (1703 – 1740) и Маргарета Хугуетан, графиня фон Гилденстеен (1702 – 1766). Внук е на граф Хайнрих XXIV фон Ройс-Шлайц-Кьостриц (1681 – 1748) и фрайин Елеонора фрайин фон Промниц-Дитерсбах (1688 – 1776). Брат му Хайнрих XLIII (1752 – 1814), граф и от 1806 г. княз, наследява 1806 г. Ройс-Кьостриц.
Син му Хайнрих LXIX Ройс-Кьостриц става княз, наследява през 1856 г. неженения си братовчед си княз Хайнрих LXIV Ройс-Кьостриц (1787 – 1856), синът на чичо му княз Хайнрих XLIII Ройс-Кьостриц (1752 – 1814).

## Фамилия
Хайнрих XLVIII Ройс-Кьостриц се жени на 2 ноември 1784 г. във Векселбург за графиня Кристина Хенриета Антония фон Шьонбург-Фордерглаухау (* 12 декември 1766, Векселбург; † 15 април 1833, Байройт), дъщеря на граф Карл Хайнрих II фон Шьонбург-Фордерглаухау (1729 – 1800) и графиня Кристиана Вилхелмина фон Айнзидел (1726 – 1798). Те имат седем деца:
- Константина Ройс (* 5 ноември 1785, Кьостриц; † 28 февруари 1803, Кьостриц)
- Емилия Ройс (* 5 януари 1787, Кьостриц; † 17 юни 1854, Бреслау), омъжена на 12 април 1807 г. в Кьостриц за граф Хайнрих Ернст фон Райхенбах-Гошюц (* 17 юли 1777; † 1 април 1855)
- Цецилия Ройс (* 25 февруари 1788, Кьостриц; † 22 май 1851, Кьостриц), омъжена на 6 ноември 1825 г. в Кьостриц за фрайхер Лудвиг фон Хаугк (* 5 юли 1774; † 23 март 1839)
- Клементина Ройс (* 5 юли 1789, Кьостриц; † 1 май 1870, Берлин), омъжена на5 юли 1811 г. във Волкенбург за граф Адолф фон Айнзидел (* 19 март 1776; † 20 юли 1821)
- Тереза Ройс (* 18 септември 1790, Кьостриц; † 2 март 1858, Кьостриц)
- Хайнрих LXIX Ройс-Кьостриц (* 19 май 1792 в Кьостриц; † 1 февруари 1878 в Кьостриц), княз на Ройс-Кьостриц (1856 – 1878), женен на 5 ноември 1834 г. във Флоренция за леди Матилде Хариет Елизабет Локе (* 12 септември 1804 в Англия; † 29 декември 1877 в Кьостриц)
- Аделхайд Ройс (* 25 август 1794, Кьостриц; † 15 април 1875, Дрезден), омъжена на 23 юли 1818 г. в Мерзебург за Ернст Филип фон Кизсенветер (* 27 януари 1792; † 12 декември 1840)